# Gabinet Repše
El Gabinet Repše fou el govern de Letònia entre el 7 de novembre de 2002 i el 9 de març de 2004, quan el govern anuncià la seva dimissió. Fou substituït pel Gabinet Emsis

## Composició
Llista dels ministeris de Letònia encapçalats per ministres del Gabinet Repše:
| Càrrec                                                                   | Nom                      | Dates                             | Partit                      |
| ------------------------------------------------------------------------ | ------------------------ | --------------------------------- | --------------------------- |
| Primer Ministre                                                          | Einars Repše             | 7 novembre 2002 – 9 març 2004     | Partit de la Nova Era       |
| Viceprimer Ministre                                                      | Ainārs Šlesers           | 7 novembre 2002 – 26 gener 2004   | Partit Letònia Primer       |
| Viceprimer Ministre                                                      | Einars Repše (interí)    | 26 gener 2004 – 9 març 2004       | Partit de la Nova Era       |
| Ministre de Defensa                                                      | Ģirts Valdis Kristovskis | 7 novembre 2002 – 9 març 2004     | TB/LNNK                     |
| Ministre d'Afers Exteriors                                               | Sandra Kalniete          | 7 novembre 2002 – 9 març 2004     | Independent                 |
| Ministre d'Economia                                                      | Juris Lujāns             | 7 novembre 2002 – 29 gener 2004   | Partit Letònia Primer       |
| Ministre d'Economia                                                      | Ivars Gaters (interí)    | 30 gener 2004 – 9 març 2004       | Partit de la Nova Era       |
| Ministre de Finances                                                     | Valdis Dombrovskis       | 7 novembre 2002 – 9 març 2004     | Partit de la Nova Era       |
| Ministre de l'Interior                                                   | Māris Gulbis             | 7 novembre 2002 – 9 març 2004     | Partit de la Nova Era       |
| Ministre de Ciència i Educació                                           | Kārlis Šadurskis         | 7 novembre 2002 – 9 març 2004     | Partit de la Nova Era       |
| Ministre de Cultura                                                      | Inguna Rībena            | 7 novembre 2002 – 9 març 2004     | Partit de la Nova Era       |
| Ministre de Benestar                                                     | Dagnija Staķe            | 7 novembre 2002 – 9 març 2004     | Unió de Verds i Agricultors |
| Ministre pel Desenvolupament Regional i el Govern Local                  | Ivars Gaters             | 16 gener 2003 – 9 març 2004       | Partit de la Nova Era       |
| Ministre de Transport                                                    | Roberts Zīle             | 7 novembre 2002 – 9 març 2004     | TB/LNNK                     |
| Ministre de Justícia                                                     | Aivars Aksenoks          | 7 novembre 2002 – 9 març 2004     | Partit de la Nova Era       |
| Ministre de Salut                                                        | Āris Auders              | 16 gener 2003 – 20 març 2003      | Partit de la Nova Era       |
| Ministre de Salut                                                        | Einars Repše (interí)    | 20 març 2003 – 10 d'abril de 2003 | Partit de la Nova Era       |
| Ministre de Salut                                                        | Ingrīda Circene          | 10 abril 2003 – 9 març 2004       | Partit de la Nova Era       |
| Ministre de Medi Ambient                                                 | Raimonds Vējonis         | 7 novembre 2002 – 9 març 2004     | Unió de Verds i Agricultors |
| Ministre per la Protecció del Medi Ambient i el Desenvolupament Regional | Raimonds Vējonis         | 7 novembre 2002 – 16 gener 2003   | Unió de Verds i Agricultors |
| Ministre d'Agricultura                                                   | Mārtiņš Roze             | 7 novembre 2002 – 9 març 2004     | Unió de Verds i Agricultors |
| Ministre Especial pel Desenvolupament Regional i el Govern Local         | Ivars Gaters             | 7 novembre 2002 – 16 gener 2003   | Partit de la Nova Era       |
| Ministre Especial per la Salut                                           | Āris Auders              | 7 novembre 2002 – 16 gener 2003   | Partit de la Nova Era       |
| Ministre Especial per la política d'Infància i Família                   | Ainars Baštiks           | 7 novembre 2002 – 29 gener 2004   | Partit Letònia Primer       |
| Ministre Especial per la política d'Infància i Família                   | Dagnija Staķe (interí)   | 30 gener 2004 – 9 març 2004       | Unió de Verds i Agricultors |
| Ministre Especial per la Integració Social                               | Nils Muižnieks           | 7 novembre 2002 – 29 gener 2004   | Partit Letònia Primer       |
| Ministre Especial per la Integració Social                               | Aivars Aksenoks (interí) | 30 gener 2004 – 9 març 2004       | Partit de la Nova Era       |